# McFly
McFly — британський поп-рок гурт, заснований 2003 року. Дебютував 2004 року синглом 5 Colours In Her Hair.

## Учасники гурту
- Денні Джонс[en] Danny Jones[en] — вокал, гітара, губна гармоніка, гавайська гітара
- Доґі Пойнтер Dougie Poynter[en] — бек-вокал, бас-гітара
- Гаррі Джадд Harry Judd[en] — ударні
- Том Флетчер — вокал, гітара, клавішні

## Альбоми
- Room on the 3rd Floor (2004)
- Wonderland (2005)
- Motion in the Ocean (2006)
- Just My Luck (2006)
- All the Greatest Hits (2007)
- Radio:ACTIVE (2008)
- Above The Noise (2010)

## Сингли
| - «5 Colours in Her Hair» - «Obviously» - «That Girl» - «Room on the 3rd Floor» - «All About You/You've got a friend» - «I'll Be OK» - «I Wanna Hold You» - «Ultraviolet/The Ballad Of Paul K» - «Please Please» - «Don't Stop Me Now» (кавер Queen) | - «Star Girl» - «Sorry's Not Good Enough/Friday Night» - «Baby's Coming Back/Transylvania» - «The Heart Never Lies» - «One For The Radio» - «Lies» - «Do Ya/Stay with me» - «Falling in love» - «Party Girl» - «Shine a light» |

### Нагороди
2004
- Smash Hits Awards — Найкращий гурт Об'єднаного королівства
- Smash Hits Awards — Найкращий альбом за Room on the 3rd Floor
- Smash Hits Awards — Найкращий відеокліп за «That Girl»
- Smash Hits Awards — Зорі року

2005
- Smash Hits Awards — Найкращий гурт Об'єднаного королівства
- Smash Hits Awards — Найкращий сингл за «All About You»
- Smash Hits Awards — Найкращий альбом за Wonderland
- BRIT Awards — Найкращий поп-колектив

2006
- Virgin.net Music Awards — Найкращий гурт

2007
- Nickelodeon UK Kids Choice Awards[en] — Найкращий гурт (також були ведучіми церемонії)
- UK Festival Awards[en] — Найкращий поп-колектив (за виступ на V Festival[en])
- Virgin.net Music Awards — Найкращий живий виступ

2008
- Nickelodeon UK Kids Choice Awards[en] — Найкращий гурт